# Got The Feelin'
Got The Feelin là single thứ 3 từ album đầu tay 5ive của nhóm nhạc Anh Five, Got The Feelin  đạt được vị trí thứ 3 trong bảng xếp hạng các đĩa đơn của UK UK Singles Chart, đây là single đạt được vị trí cao nhất trong bảng xếp hạng của nhóm cho tới khi single "Everybody Get Up" đạt vị trí thứ 2. Got The Feelin khởi đầu với vị trí 35 tại ÚC trong bảng xếp hạng các single, cuối cùng bài hát này trụ tại vị trí thứ 6, trở thành single thứ ba của nhóm liên tiếp tấn công các top ten hit.  "Got The Feelin" cũng thành công tại châu Âu và châu Úc, lọt vào top 5 tại New Zealand và Bỉ, top 10 tại Hà Lan và Phần Lan và top 20 tại Thuỵ Điển.
Bài hát này xếp thứ 23 trong bảng xếp hạng các đĩa đơn bán chạy nhất thập niên 1990 của UK với 375.000 bản được bán ra và nhận được danh hiệu đĩa bạc.

## Danh sách các track
Europe
1. Got The Feelin' [Radio Edit] 3:28
2. Got The Feelin' [Instrumental] 3:28
3. Got The Feelin' [Extended] 5:20
4. Coming Back For More 4:14
5. When The Lights Go Out [U.S. Remix] 4:10

UK CD1
1. Got The Feelin' [Radio Edit] 3:28
2. Coming Back For More 4:14
3. Got The Feelin' [Extended] 5:20
4. Got The Feelin' [Video] 3:28

UK CD2
1. Got The Feelin' [Radio Edit] 3:28
2. Got The Feelin' [Instrumental] 3:28
3. When The Lights Go Out [U.S. Remix] 4:17
4. Exclusive Interview 4:53

## Thứ hạng
| Bảng xếp hạng (1998)            | Vị trí |
| ------------------------------- | ------ |
| Bỉ Flanders Singles Chart       | 2      |
| New Zealand RIANZ Singles Chart | 2      |
| UK Singles Chart                | 3      |
| Australian ARIA Singles Chart   | 6      |
| Dutch Top 40                    | 6      |
| Finnish Singles Chart           | 10     |
| Swedish Singles Chart           | 12     |
| Bỉ Wallonia Singles Chart       | 23     |
| German Singles Chart            | 86     |